# Distrito de San Antonio (Mariscal Nieto)
El distrito de San Antonio es uno de los siete distritos de la provincia de Mariscal Nieto, en el departamento de Moquegua.

## Historia
Fue creado mediante la Ley N° 31216 por aprobación del Congreso de la República y publicado en el diario oficial El Peruano, durante el gobierno del presidente Francisco Sagasti en 2021.